# David Merriman

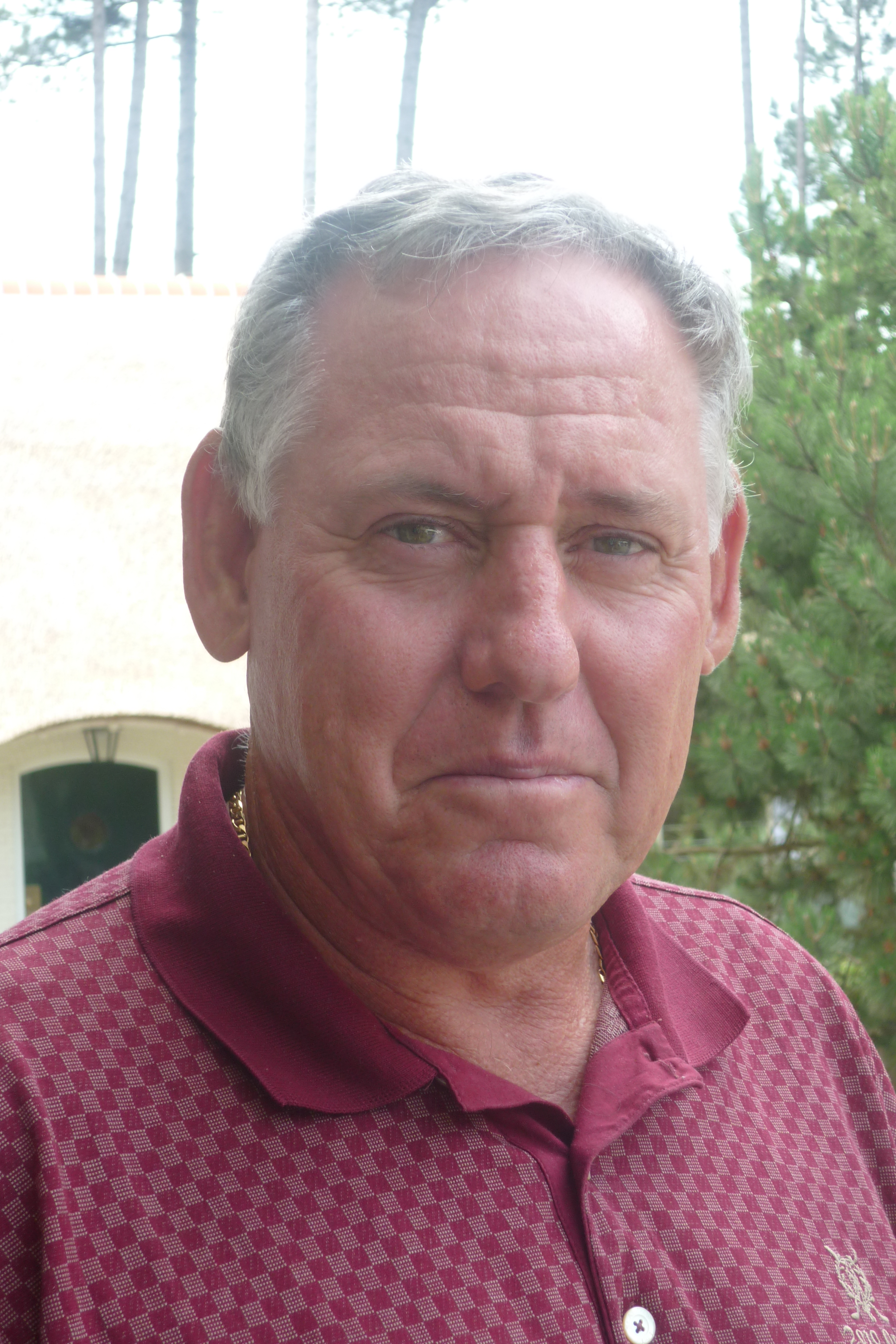
Dutch Senior Open 2010.

David Merriman (16 november 1954) is een professioneel golfer uit Australië.
Merriman woont in Sydney, was clubprofessional en speelde ieder jaar enkele toernooien en Pro-Ams. Om de amateurs een prettige dag te geven, liet hij hen altijd wat trick-shots zien en door de jaren heen werd hij daarin steeds beter. Op den duur was hij  vooral bekend door zijn trick-shot-shows. 
Toen hij de leeftijd bereikte om op de Europese Senior Tour te gaan spelen, ging hij mee aan de Senior Tourschool. Hij eindigde met een score van -9 op de eerste plaats samen met Emilio Rodriguez die hij in de play-off na twee holes met een birdie versloeg. Hij speelt dus sinds 2007 op de Europese Senior Tour maar heeft daar nog geen toernooi gewonnen. In 2008 haalde hij vier top-10-plaatsen en in 2009 eindigde hij op de tweede plaats bij het Wales Seniors Open achter Bertus Smit en op de 13de plaats van de Order of Merit.
In 2011 speelt hij weer op het Van Lanschot Open. Hij heeft tot dan al drie top-10 plaatsen behaald.
Zijn echtgenote Kelsey caddiet vaak voor hem.

## Gewonnen

### Australische Tour
- 2010: NSW PGA Kampioenschap

### Europese Senior Tour
- 2006: Senior Tourschool